# Evangelische Stiftung Augusta
Die Evangelische Stiftung Augusta ist eine Stiftung mit Sitz in Bochum. Ihr Stiftungszweck ist die „Förderung der Bildung und Erziehung im Gesundheitswesen, der Religion, des öffentlichen Gesundheitswesens sowie der Alten- und Krankenpflege“. Sie ist der Träger von drei Kliniken und verschiedener angeschlossener Einrichtungen. Sie wurde am 18. Dezember 2003 anerkannt. Stiftungsvorstand war bis zu seinem Tod im Juni 2022 Ulrich Froese, der zugleich Geschäftsführer der drei Krankenhäuser ist. Benannt ist die Stiftung nach Augusta von Sachsen-Weimar-Eisenach.

## Struktur
Krankenhäuser
- Augusta-Kranken-Anstalt Bochum, Bergstraße 26, 44791 Bochum
- Medizinisch-Geriatrische Klinik, Dr.-C.-Otto-Straße 27, 44879 Bochum
- Evangelisches Krankenhaus Hattingen, Bredenscheider Str. 54, 45525 Hattingen

Pflegedienste
- Ambulante Dienste Augusta Bochum, Dr.-C.-Otto-Straße 27, 44879 Bochum
- Ambulante Dienste Augusta Hattingen, Bredenscheider Str. 60, 45525 Hattingen

Seniorenheime
- Augusta Kurzzeitpflegeheim Bochum, Dr.-C.-Otto-Straße 27, 44879 Bochum
- Seniorenheim Bochum-Linden, Am Kesterkamp 20, 44879 Bochum